# Snuggie

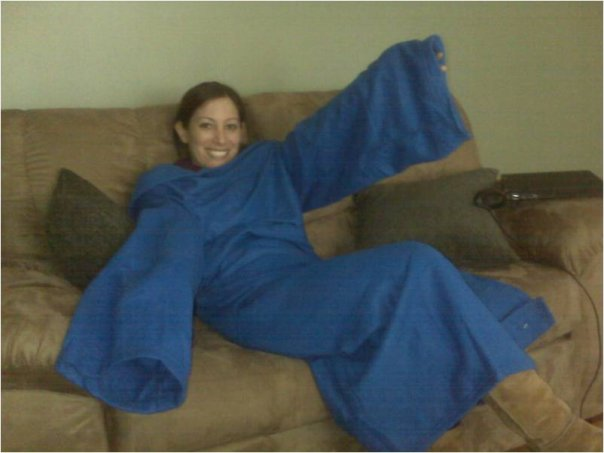
Een vrouw met een blauwe Snuggie

Een Snuggie is een uniseks deken met mouwen die meestal is gemaakt van fleece. Het ontwerp is vergelijkbaar met dat van een badjas maar dan bedoeld om met de opening naar de achterkant te dragen.  

## Populariteit
In het najaar van 2008 en begin 2009 wordt de "Snuggie" een fenomeen in de popcultuur, soms humoristisch beschreven als een cult.
Het product werd bekend nadat call to action commercials werden uitgezonden op onder andere Tel Sell waarbij de kijker een leeslampje cadeau kreeg bij de aankoop van een product. Hij werd getoond in Amerikaanse televisieprogramma's als Today en 30 Rock. De publiciteit leidde ertoe dat de verkoopcijfers van de Snuggie de verwachtingen van de distributeurs ver overtroffen: meer dan 4 miljoen Snuggies waren er verkocht in december 2009. 
Op 5 maart 2010 braken Snuggiedragers het wereldrecord voor Snuggie dragen. Meer dan 22.500 fans droegen vijf minuten lang een, speciaal voor dit evenement gemaakte, Cleveland Cavaliers Snuggie. Een vertegenwoordiger van het Guinness Book of Records was aanwezig om een officieel World Recordcertificaat te kunnen uitreiken aan KeyBank, de Cavaliers en Snuggie. Net iets meer dan een maand later werd echter de prestatie verbroken tijdens een thuiswedstrijd van de Los Angeles Angels of Anaheim waarbij meer dan 40.000 toeschouwers vijf minuten lang een promotionele Hideki Matsui Snuggie droegen.

### Parodieën
Enkele honderden parodieën van de commercial verschenen op YouTube, evenals talrijke fanpagina's op Facebook. Bespottingen van het product en de commercial zijn ook gemaakt door komieken als Jay Leno, Ellen DeGeneres, Bill Maher, Jon Stewart, Whoopi Goldberg, Tim Burton en Loulogio (Spanje).

## Variaties

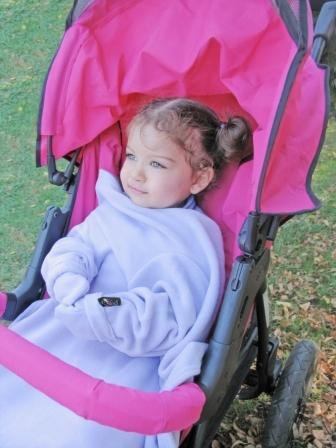
Snuggie voor kinderen

Het product werd voor het eerst op de markt gebracht als de "Freedom Blanket".
Na 2009 zijn ook variaties als de Snuggie voor honden, de Snuggie voor kinderen en Snuggie met print geïntroduceerd. 
Duitse winkels brachten een elektrische versie van de Snuggie uit dat een verwarmingselement met 4 standen heeft. 
Soortgelijk producten zijn uitgebracht onder de namen Snuggler, Doojo, Toasty Wrap, en Slanket, De producten hebben variërende maten, kleuren en materiaalkwaliteit maar wel een soort gelijk basis ontwerp. 